# Ekaterina Barashchuk
Ekaterina Barashchuk (en russe : Екатерина Баращук), née en 1999, est une grimpeuse russe.

## Biographie
Elle remporte aux Championnats d'Europe d'escalade 2020 à Moscou la médaille d'or en vitesse<.
.

## Palmarès

### Championnats d'Europe
- 2020 à Moscou,  Russie
  -  Médaille d'or en vitesse